# Музиканти одного полку
«Музиканти одного полку» (рос. «Музыканты одного полка») — радянський художній фільм 1965 року кіностудії «Ленфільм».

## Зміст
Незважаючи на утвердження влади більшовиків у всій країні, ще існують вогнища білого опору. В одному із захоплених ними міст і відбувається дія. Червоний підпільник впроваджується в оркестр, який розважає командувачів білої армії. Там він веде підривну діяльність і намагається врятувати місцевих партійних функціонерів.

## Ролі
- Юрій Соломін — валторніст Олексій Ілютінський
- Павло Кадочников — барітоніст Ігор Чулковський на прізвисько «Дикий»
- Ігор Горбачов — музикант Далецький
- Микола Єременко (старший) — предгубісполкома Макієв
- Микола Боярський — ад'ютант полку поручик Василь Леонідович Боголюбов
- Костянтин Никітин — старший унтер-офіцер Куракін
- Костянтин Адашевський — фельдфебель Іван Захарович Мокрий
- Анатолій Подшивалов — музикант Єфрем Єремієв
- Олександр Суснін — Михалич
- Валентина Єгоренкова — Валя Кутюміна
- Аркадій Трусов — Кутюмін
- Степан Крилов — підпільник Щапін
- Володимир Маренков — підпильник Линів
- Валентина Єгоренкова
- Леонід Чубаров — підпильник Рогачов
- Григорій Михайлов — підпильник Руденков
- Борис Чирков — старий-могильник
- Геннадій Нілов — хлопець-могильник
- Анатолій Столбов — солдатик Сівков
- Євген Тетерін — Борис Гнатович полковник контррозвідки
- Олег Хроменков — музикант, що відкриває і завершальний фільм ударом «тарілок»
- Олег Білов — музикант, виконувач романс «Бережи мене, мій талісман» на вірші Пушкіна
- Олександр Мельников — музикант
- Володимир Васильєв — музикант

## Знімальна група
- Автори сценарію: Павло Кадочников, Д. Дель (Леонід Любашевський)
- Режисери: Павло Кадочников, Геннадій Казанський
- Головний оператор: Геннадій Черешко
- Композитор: Владислав Кладницький
- Художник: Іван Іванов

## Технічні дані
- Кольоровий, звуковий